# هیپ هاپ جنوبی
هیپ هاپ جنوبی (به انگلیسی: Southern hip hop) یا رپ جنوبی (به انگلیسی: Southern rap) ژانری از موسیقی هیپ هاپ است که اواخر دهه ۱۹۸۰ در ایالت‌های جنوبی آمریکا به‌وجود آمد.
این موسیقی با تاثیر از هماورد دو قطب هیپ هاپ ایالات متحده آمریکا یعنی ساحل شرقی و ساحل غربی بوجود آمد. این سبک سومین ژانر اصلی هیپ هاپ آمریکا به‌شمار می‌رود.